# L. Murányi László
L. Murányi László (Ózd, 1956. december 24.) újságíró.

## Pályafutása
Elsőgenerációs értelmiségi, annak minden nehézségével és örömével. Édesapja fodrász, anyja varrónő volt, s az Ózdhoz közeli Arlón nőtt fel. Érettségi után, 1975-től a Farkaslyuki Bányaüzemben dolgozott, mint földalatti csillés, majd 1980-81-ben az Ózdi Városi Tanácson, szabálysértési előadóként. Huszonöt évesen a Túrkevei Vörös Csillag MGTSZ osztályvezetője lett, közben, 1977 és 1983 között, elvégezte az Eötvös Loránd Tudományegyetem jogi karát.
Túrkevén a helyi lap, a Kevi Föld a szerkesztője volt, majd 1985-től a Szolnok Megyei Néplap újságírója. 1988-ban egyik alapítója lett a Maholnap című, Szolnok- és Pest megyében megjelent rendszerváltó hetilapnak, dolgozott többek között  a Telegráf című heti-, később a Jászkun Krónika című napilapnál. Közben éveken át a Népszabadság és a Kurír Jász-Nagykun-Szolnok megyei tudósítója volt.
1996-ban elhagyta az újságírói pályát, és csak hosszú szünet után, 2009-ben tért vissza újra a szakmába, a jász-nagykun-szolnok megyei Új Néplap munkatársaként. A Gelei Józseffel közösen írt, az uzsorásokról és csicskáztatásról szóló riportsorozatukért 2010-ben itthon Minőségi Újságírásért díjat kaptak, majd elnyerték a Nemzetközi Újságíró Szövetség Bátorság díját is. 2012 óta szabadúszó, azóta sorra jelentek meg a könyvei.

## Kötetei
- Süllyedő világ – Szolnok, Axel Springer, 2012 – riportkönyv a végekről
- Élet – képek (Kardos Tamás fotóművész munkásságáról) – Szolnok, 2013
- Szolnoki múltidéző (album) – Fotogruppe Kiadó, Szolnok, 2014
- Múlt – Velem – jelen (Velem község története) – Fotogruppe Kiadó, 2015
- A depresszió béklyójában – Budapest Medicina Kiadó, 2018 – riportkönyv a depresszióról
- Az első magyar szamuráj – Furkó Kálmán 8. danos kyokushin karatemester életrajzi könyve – Szolnok, Fotogruppe Kiadó, 2018
- Szenvedélyek hálójában – Budapest, Kossuth Kiadó, 2021 – riportkönyv a függőségekről
- A szivárvány árnyéka – Budapest, Ad Librum Kiadó, 2022 - riportkönyv az LMBTQ-emberekről
- A háború árnyékában - Ukrajna, 2022 – Budapest, Ad Librum Kiadó, 2023 - riportkönyv az orosz-ukrán háborúról
- A devizahitel csapdájában – Budapest, Empyreum Kiadó, 2025 - riportkönyv a devizaalapú hitelezésről